# Alysia ruskii
Alysia ruskii är en stekelart som beskrevs av Cockerell 1913. Alysia ruskii ingår i släktet Alysia och familjen bracksteklar. Inga underarter finns listade i Catalogue of Life.